# Martin Gascon
Martin Gascon (né le 28 mars 1981 à Ville Saint-Pierre) est un joueur professionnel canadien de hockey sur glace.

## Biographie
En 1998, il joue un match avec les Tigres de Victoriaville dans la Ligue de hockey junior majeur du Québec. De 2002 à 2006, il joue avec l'Université Dalhousie en Sport interuniversitaire canadien. Il commence sa carrière professionnelle en 2006 chez les Komets de Fort Wayne. En 2007, il a ensuite rejoint en le Hockey Club Neuilly-sur-Marne. Les bisons remportent la Division 1 dont il termine meilleur pointeur. L'équipe accède par la même occasion à la Ligue Magnus. Le 24 novembre 2007, il est contrôlé positif au cannabis lors d'un match à Reims. Il écope de quatre mois de suspension par l’Agence française de lutte contre le dopage. N'étant pas conservé par les Bisons, il rebondit en s'alignant dans la Ligue centrale de hockey, où sa suspension n'est pas appliquée, avec les Sundogs de l'Arizona puis les Oilers de Tulsa. Il a remporté la Challenge Cup 2010 avec les Nottingham Panthers.
Il fait son retour en France en 2010 avec les Albatros de Brest en division 1. À l'issue de cette saison, il termine à nouveau meilleur pointeur du championnat, devançant de 34 points son dauphin. Après l'échec en finale de play off face à son ancien club, le Hockey Club Neuilly-sur-Marne, il quitte Brest et la Division 1 pour rejoindre les Ducs de Dijon et accéder enfin à la Ligue Magnus. Il remporte la coupe de France 2012 avec les Ducs. Il est alors le capitaine de l'équipe qui bat les Dragons de Rouen.
À la fin de la saison régulière 2011-2012, les Ducs terminent à la deuxième place du classement derrière les Dragons de Rouen ; avec cinquante-neuf points au cours de la saison, Gascon est le pointeur de la Ligue Magnus et il est élu meilleur joueur étranger de la saison.

## Trophées et honneurs personnels
- 2007-2008 : champion de France de Division 1 avec les Bisons de Neuilly-sur-Marne
- 2009-2010 : championnat du Royaume-Uni
- 2010-2011 : meilleur pointeur de la Division 1
- 2011-2012
  - nommé meilleur joueur étranger de la saison par les médias[6]
  - remporte le trophée Charles-Ramsay du meilleur pointeur de la saison régulière
  - remporte la Coupe de France avec Dijon

## Statistiques
| Saison    | Équipe                           | Ligue   |    | Saison régulière | Saison régulière | Saison régulière | Saison régulière | Saison régulière |    | Séries éliminatoires | Séries éliminatoires | Séries éliminatoires | Séries éliminatoires | Séries éliminatoires |
| Saison    | Équipe                           | Ligue   | PJ | B                | A                | Pts              | Pun              | PJ               | B  | A                    | Pts                  | Pun                  |                      |                      |
| 1998-1999 | Tigres de Victoriaville          | LHJMQ   | 1  | 1                | 0                | 1                | 0                | -                | -  | -                    | -                    | -                    |                      |                      |
| 2001-2002 | Braves de Valleyfield            | LHJAAAQ | 53 | 57               | 89               | 146              | 16               | 17               | 16 | 20                   | 36                   | 0                    |                      |                      |
| 2002-2003 | Tigers de l'Université Dalhousie | SIC     | 28 | 5                | 13               | 18               | 2                | -                | -  | -                    | -                    | -                    |                      |                      |
| 2003-2004 | Tigers de l'Université Dalhousie | SIC     | 28 | 4                | 16               | 20               | 4                | -                | -  | -                    | -                    | -                    |                      |                      |
| 2004-2005 | Tigers de l'Université Dalhousie | SIC     | 28 | 5                | 19               | 24               | 6                | -                | -  | -                    | -                    | -                    |                      |                      |
| 2005-2006 | Tigers de l'Université Dalhousie | SIC     | 28 | 9                | 14               | 23               | 2                | -                | -  | -                    | -                    | -                    |                      |                      |
| 2006-2007 | Komets de Fort Wayne             | UHL     | 74 | 20               | 31               | 51               | 40               | 10               | 3  | 5                    | 8                    | 2                    |                      |                      |
| 2007-2008 | Neuilly-sur-Marne                | D1      | 25 | 29               | 51               | 80               | 95               | 4                | 6  | 3                    | 9                    | 2                    |                      |                      |
| 2008-2009 | Sundogs de l'Arizona             | LCH     | 41 | 7                | 37               | 44               | 14               | -                | -  | -                    | -                    | -                    |                      |                      |
| 2008-2009 | Oilers de Tulsa                  | LCH     | 6  | 1                | 1                | 2                | 10               | -                | -  | -                    | -                    | -                    |                      |                      |
| 2008-2009 | RiverKings du Mississippi        | LCH     | 19 | 6                | 16               | 22               | 0                | 12               | 3  | 3                    | 6                    | 8                    |                      |                      |
| 2009-2010 | Nottingham Panthers              | EIHL    | 54 | 10               | 38               | 48               | 28               | 3                | 2  | 2                    | 4                    | 0                    |                      |                      |
| 2010-2011 | Albatros de Brest                | D1      | 26 | 35               | 60               | 95               | 18               | 6                | 3  | 10                   | 13                   | 2                    |                      |                      |
| 2011-2012 | Ducs de Dijon                    | LM      | 25 | 15               | 44               | 59               | 12               | 5                | 2  | 2                    | 4                    | 10                   |                      |                      |
| 2012-2013 | Gothiques d'Amiens               | LM      | 26 | 13               | 34               | 47               | 16               | 5                | 0  | 5                    | 5                    | 12                   |                      |                      |
| 2013-2014 | Gothiques d'Amiens               | LM      | 17 | 3                | 14               | 17               | 4                | 5                | 1  | 5                    | 6                    | 2                    |                      |                      |
| 2014-2015 | Ducs de Dijon                    | LM      | 26 | 6                | 15               | 21               | 6                | 13               | 3  | 10                   | 13                   | 4                    |                      |                      |
| 2015-2016 | Prédateurs de Laval              | LNAH    | 39 | 12               | 34               | 46               | 8                | 13               | 2  | 9                    | 11                   | 0                    |                      |                      |
| 2016-2017 | Prédateurs de Laval              | LNAH    | 40 | 15               | 20               | 35               | 6                | 6                | 0  | 3                    | 3                    | 6                    |                      |                      |
| 2017-2018 | Cool FM 103,5 de Saint-Georges   | LNAH    | 36 | 10               | 20               | 30               | 6                | 9                | 1  | 7                    | 8                    | 0                    |                      |                      |
| 2018-2019 | Cool FM 103,5 de Saint-Georges   | LNAH    | 3  | 0                | 0                | 0                | 0                | -                | -  | -                    | -                    | -                    |                      |                      |
| 2018-2019 | BlackJacks de Berlin             | LNAH    | 5  | 1                | 2                | 3                | 2                | -                | -  | -                    | -                    | -                    |                      |                      |